# کابوناکاما
کابوناکاما (به ژاپنی: 株仲間 Kabunakama)، در دوره ادو در ژاپن اصناف بازرگان بودند که از انجمن‌های بازرگانان اصلی موسوم به ناکاما توسعه پیدا کرده بودند. شوگون مدیریت تجارت مربوط به خود را به کابوناکاما سپرده بود و به آنها اجازه داده شد که از انحصار در زمینه‌های خاص خود برخوردار شوند. کابوناکاما و زا (اصناف) از انواع اولیه اصناف تجارت در فئودالی ژاپن بودند.
برخی از کابوناکاماها، معروف به گومن-کابو، حتی مجاز به تعیین قیمت و مدیریت عملیات سایر ناکاما‌ها بودند. گرچه شوگون در ابتدا با انحصارها مخالف بود، اما سرانجام تسلیم تعداد روزافزون و تشکل‌های صنفی بازرگانان شد و تصمیم گرفتند با صدور مجوز رسمی آنها را کنترل کنند.
در سال ۱۷۲۱، دولت شروع به اجازه دادن به ناکاما کرد که به کابوناکاما بدل شود («کابو» به سهام اشاره دارد، اگرچه اینها خود قابل تجارت نبودند) و دولت نظارت بر سازمان و تجارت را در زمینه‌های معینی انجام داد. هدف تشویق همکاری بود، نه رقابت و همیشه تلاش برای دستیابی به هدف پیشرفت اقتصاد مد نظر بود. در بازه زمانی اواسط تا اواخر قرن ۱۸، شوگون اصناف را دوباره سازماندهی کرد و حق انحصار رسمی بیشتری به کابوناکاما اعطا کرد.
این سازه در اصل برای جایگزینی اصناف قدیمی معروف به زا (اصناف) ساخته شده بود و تا سال ۱۷۸۵، بیش از یکصد کابوناکاما در اوساکا وجود داشت، از جمله تعدادی که امتیازات ویژه ای از طرف شوگون به آنها داده شده بود، اما در عوض مالیات زیادی نیز دریافت می‌شد بعضی از اینها گروه‌هایی بودند که به آنها اختیار داده شده بود و تجارت فلزات گرانبها، آهن و مس را در اختیار داشتند.
در دهه ۱۸۴۰، روجو میزونو تاداکونی برای مقابله با انحصارها سعی در از بین بردن کابوناکاما داشت، اما بازرگانان اوساکا (و دیگران) به شدت در برابر این اصلاحات و بسیاری از اصلاحات دیگر مقاومت کردند) به حدی که او مجبور شد تلاش خود را کنار بگذارد. کابوناکاما در سال ۱۸۷۰ با مدرنیزه شدن اقتصاد و ظهور اشکال جدیدی از انجمن‌های تجاری منحل شد.